# Коппль
Коппль —  містечко та громада в австрійській землі Зальцбург. Містечко належить округу Зальцбург-Умгебунг.
Коппль на мапі округу та землі.